# 恒松郁生
恒松 郁生（つねまつ いくお、1951年(昭和26年) - ）は、著作家、筆名、サミー・恒松。
ロンドン夏目漱石記念館主宰、館長。崇城大学図書館長、副学長を経て教授。

## 来歴
鹿児島県薩摩川内市出身。桜美林大学文学部英語英米文学科卒業後、1974年から在英。海外でホテルマン、旅行代理店のオーナー等を経て、大英博物館前で稀覯本専門の古書店や、ギャラリーを経営。
2004年に夏目漱石ゆかりの地、熊本にある崇城大学で教鞭をとる。
月刊誌JCB 「GOLD」、JAL CARD「Agora」などに英国特集を執筆。共同通信のコラム「海外手帳―英国」を無署名で3年以上担当。
現在月刊イギリス旅行と生活雑誌「mr partner」に連載「イギリス人も知らないロンドン案内」、「英国紳士クラブ案内」執筆中。

## ロンドン夏目漱石記念館
1984年、ロンドンに滞在していた夏目漱石（1900年-1902年）の資料を展示する目的で、私設によるロンドン夏目漱石記念館をロンドン郊外に開館。2016年に一度閉館し、2019年に再開したが、現在はCovid-19のため閉館している。

## 著書
- 「こちらロンドン漱石記念館」中公文庫
- 「英国王室御用達」小学館
- 「達人のロンドン案内」（共著）講談社
- 「マイ・フェアー・ロンドン」（共著）東京書籍
- A Japanese Artist in London by Yoshio Markino, Introduction by Sammy I Tsunematsu, In Print    Publishing, UK
- ALONE IN THIS WORLD by Yoshio Markino, Edited by Sammy I. Tsunematsu, In Print Publishing, UK
- YOSHIO MARKINO - A Japanese Artist in Edwardian London, Sammy I. Tsunematsu, SMP(UK), 2008

### 日本語編訳書
- 「漱石 個人主義へ―ロンドンでの“つぶやき”と“つながり”―」 雄山閣  2015
- 「続・チャリング・クロス街84番地」 雄山閣、2013年
- 「漱石のロンドン短編集」 ロンドン漱石記念館、2010年
- 「霧のロンドン」 サイマル出版、新版、雄山閣、2007年
- 「牧野義雄画集」 Bee Books、改訂新版、雄山閣、2007年
- 「牧野義雄のロンドン」 雄山閣、2008年
- 「牧野義雄画集(2)」 雄山閣、2008年
- 「ロンドンの日本人画家―牧野義雄」 高城書房
- 「ロンドンの日本人画家―松山忠三」 ロンドン・ハウス・ギャラリー
- 「我が理想の英国女性」 豊田市教育委員会
- 「述懐日誌」 豊田市教育委員会
- 「西洋と東洋の比較思想論」 ロンドン漱石記念館
- 「私のロンドン、パリ、ローマ」 ロンドン漱石記念館
- 「牧野義雄のパリ」 雄山閣
- 「牧野義雄のローマ」 雄山閣
- 「牧野義雄・重光葵回想記」B.シェパード著、恒松郁生訳、雄山閣

### 夏目漱石作品の英訳書
- Inside My Glass Doors 「硝子戸の中」 Tuttle Publishing, USA
- Spring Miscellany and London Essays 「永日小品とロンドン随筆」Tuttle Publishing,USA
- 210th Days 「二百十日」 Tuttle Publishing, USA
- The Heredity of Taste 「趣味の遺伝」 Tuttle Publishing, USA
- My Individualism and The Philosophical Foundations of Literature 「私の個人主義」「文芸の哲学的基礎」 Tuttle Publishing, USA
- Re-Discovering NATSUME SOSEKI: Travels in Manchuria and Korea「満韓ところどころ」 Global Oriental Books, UK